# Безпалівка (село)
Безпа́лівка — село в Україні, у Зміївській міській громаді Чугуївського району Харківської області. Населення — 584 особи (2001). До 2020 року орган місцевого самоврядування — Таранівська сільська рада.

## Географія
Село Безпалівка розташоване між селами Таранівка та Пасіки. Через село пролягають залізниця Мерфа Лозова, на якій знаходиться однойменна станція) та автошлях територіального значення Т 2107.

## Історія
Село засноване у ХІХ столітті. З 7 березня 1923 року перебувало у складі Зміївського району
12 червня 2020 року, відповідно до розпорядження Кабінету Міністрів України  № 725-р «Про визначення адміністративних центрів та затвердження територій територіальних громад Харківської області», село увійшло до складу Зміївської міської громади.
19 липня 2020 року, в результаті адміністративно-територіальної реформи та ліквідації Зміївського району, село увійшло до складу новоутвореного Чугуївського району Харківської області.

## Населення
За переписом населення України 2001 року в селі мешкало 584 особи.

### Мова
Розподіл населення за рідною мовою за даними перепису 2001 року:
| Мова       | Кількість | Відсоток |
| ---------- | --------- | -------- |
| українська | 530       | 89,83 %  |
| російська  | 59        | 10 %     |
| білоруська | 1         | 0,17 %   |
| Всього:    | 590       | 100 %    |